# Устюги
Устю́ги (рос. Устюги) — присілок у складі Верхошижемського району Кіровської області, Росія. Входить до складу Косінського сільського поселення.
Населення становить 9 осіб (2010, 16 у 2002).
Національний склад станом на 2002 рік — росіяни 100 %.